# BMX freestyle masculin aux Jeux olympiques d'été de 2020
Navigation
Paris 2024
Le BMX freestyle masculin, épreuve de BMX des Jeux olympiques d'été de 2020, a lieu du 31 juillet au 1er août 2021 à l'Ariake Urban Sports Park. Il s'agit de la première apparition du BMX freestyle aux Jeux olympiques  (les courses de BMX ont été ajoutées en 2008).

## Présentation

### Qualification
Chaque Comité National Olympique (CNO) peut qualifier jusqu'à 2 cyclistes sur cette épreuve. Les quotas sont attribués au CNO, qui sélectionne les cyclistes de son choix. Il y a 9 places disponibles, réparties comme suit : 
- Classement UCI par nation (6 places) : le meilleur CNO du classement mondial remporte 2 places. Les CNO classés 2e à 5e obtiennent chacun 1 place ;
- Championnats du monde 2019 (2 places) : les 2 meilleurs CNO aux Championnats du monde de cyclisme urbain 2019, qui n'ont pas encore obtenu de quota, remportent chacun 1 place ;
- Pays organisateur (1 place) : le pays hôte, le Japon, se voit garantir 1 place.

### Format
La compétition est un tournoi en deux tours, avec un tour de classement et une finale. À chaque tour, les cyclistes effectuent tous deux passages de 60 secondes chacun. Cinq juges attribuent des notes entre 0,00 et 99,99 en fonction de la difficulté et de l'exécution du parcours du rider. Les athlètes se voient attribuer un score, calculé sur la moyenne des deux runs. L'athlète auteur du meilleur score s'élance en dernier lors de la finale.
En finale, seul le meilleur score des deux « runs » compte.

### Favoris
Les favoris sont l'Australien Logan Martin, le Japonais Rim Nakamura, les Américains Nick Bruce et Justin Dowell, ainsi que le Britannique Declan Brooks.

## Résultats

### Tour de classement
| Rang | Cycliste               | 1re manche | 2e manche | Moyenne | Notes |
| ---- | ---------------------- | ---------- | --------- | ------- | ----- |
| 1    | Logan Martin (AUS)     | 91,90      | 90,04     | 90,97   |       |
| 2    | Rim Nakamura (JPN)     | 86,20      | 89,14     | 87,67   |       |
| 3    | Daniel Dhers (VEN)     | 84,20      | 86,00     | 85,10   |       |
| 4    | Anthony Jeanjean (FRA) | 83,00      | 86,30     | 84,65   |       |
| 5    | Irek Rizaev (ROC)      | 81,20      | 81,30     | 81,25   |       |
| 6    | Kenneth Tencio (CRC)   | 75,20      | 84,40     | 79,80   |       |
| 7    | Declan Brooks (GBR)    | 74,30      | 79,20     | 76,75   |       |
| 8    | Justin Dowell (USA)    | 69,80      | 80,60     | 75,20   |       |
| 9    | Nick Bruce (USA)       | 6,60       | 1,00      | 3,80    |       |

### Finale
| Rang | Cycliste               | 1re manche | 2e manche | Résultat | Notes |
| ---- | ---------------------- | ---------- | --------- | -------- | ----- |
| 1    | Logan Martin (AUS)     | 93,30      | 41,40     | 93,30    |       |
| 2    | Daniel Dhers (VEN)     | 90,10      | 92,05     | 92,05    |       |
| 3    | Declan Brooks (GBR)    | 89,40      | 90,80     | 90,80    |       |
| 4    | Kenneth Tencio (CRC)   | 84,20      | 90,50     | 90,50    |       |
| 5    | Rim Nakamura (JPN)     | 72,20      | 85,10     | 85,10    |       |
| 6    | Irek Rizaev (ROC)      | 36,60      | 82,40     | 82,40    |       |
| 7    | Anthony Jeanjean (FRA) | 78,20      | 51,20     | 78,20    |       |
| 8    | Justin Dowell (USA)    | 44,60      | 31,60     | 44,60    |       |
| 9    | Nick Bruce (USA)       | 24,60      | DNS       | 24,60    |       |